# Río Rufiji
El río Rufiji es un largo río del África oriental que discurre enteramente por Tanzania. El río se forma por la confluencia de los ríos Kilombero (445 km) y Luwegu, con sus fuentes en el suroeste de Tanzania, desembocando en el océano Índico en un punto intermedio frente a la isla de Mafia, en el llamado canal Mafia. El río Rufiji como tal tiene 300 km de longitud, pero considerando la parte del Kilombero, alcanza los 745 km. La fuente más larga se forma, sin embargo, con su principal afluente, el río Gran Ruaha, de 750 km de longitud. Combinando el Gran Ruaha con el tramo entre su confluencia con el Rufiji y la desembocadura de este en el mar, se alcanzan los 910 km. El Rufiji drena una amplia cuenca de 204 780 km²  (similar a países como Bielorrusia, Senegal o Kirguistán).
El Rufiji está a unos 200 km al sur de la ciudad de Dar-es-Salaam. El delta del río tiene el mayor bosque de manglar del mundo. El río es navegable un tramo de unos  100 km.
Se ha propuesto que el sitio del antiguo Rhapta —el puerto comercial meridional mencionado en la primera centuria Periplo del mar Eritreo— se encontraba situado cerca de la desembocadura del río Rufiji. El profesor Felix Chami ha descubierto evidencias del comercio romano con la región en los primeros siglos después de Cristo.